# Sarothrias lawrencei
Sarothrias lawrencei  (лат.) — вид мелких жуков рода Sarothrias из семейства Якобсонииды (Jacobsoniidae). Эндемик Австралии.

## Распространение
Австралия, Квинсленд.

## Описание
Очень мелкие жуки, которые имеют длину около 2 мм (от 1,7 до 2,1 мм), желтовато-коричневого цвета. Максимальная ширина 0,76 мм. Пронотум лишён  чешуевидных щетинок. Надкрылья блестящие. 
Формула лапок 3-3-3, булава усиков 3-члениковая.
Вид Sarothrias lawrencei Löbl & Burckhardt, 1988 был впервые описан в 1988 году швейцарскими энтомологами Иваном Лёблом (Ivan von Löbl) и Даниелем Буркхардтом (Daniel Burckhardt, Женева, Швейцария), а его валидный статус подтверждён в ходе ревизии, проведённой в 2015 году китайскими энтомологами (Wen-Xuan Bi, Шанхай; Chang-Chin Chen, Tianjin New Wei San Industrial Company, Limited, Tianjin; Mei-Ying Lin, National Zoological Museum of China, Пекин, Китай).